# IAO竹田設計
株式会社IAO竹田設計（あいえーおーたけだせっけい）は、日本にある建築設計事務所。
社名のIAOは、国際性（インターナショナリティ）、環境との調和（アコーダンス）、独創性（オリジナリティ）の頭文字を取ったもの。

## 事務所の概要
- 本社所在地： 〒550-0014 大阪市西区北堀江1丁目

## 沿革
- 1976年（昭和51年） - 一級建築士事務所株式会社IAO竹田設計室として設立
- 1994年（平成6年） - IAO竹田設計に社名変更
- 1995年（平成7年） - 中国武漢市に中国、日本、シンガポール合弁の甲級建築設計事務所 「武漢東芸建築設計有限公司」開設
- 2003年（平成15年） - 中国上海市に独資設計事務所 「竹田建築設計諮詢 (上海) 有限公司」 開設

## 事業所
- 本社
- 東京事務所
- 大阪第一事務所
- 大阪第二事務所
- 大阪第三事務所
- 東京第二事務所
- 名古屋事務所
- 高松事務所
- 神戸事務所
- 上海事務所
- 武漢事務所
- 北京事務所開設

## 主な作品
- BrilliaＴower神戸元町
- TOYOTAオート山梨（1991年（平成3年））
- アースシティ西神南（1997年（平成9年））
- アーバンビュー ネスト 南堀江
- アルファーステイツ高須（1991年（平成3年））
- アルファーステイツ鈴蘭台（2000年（平成12年））
- ヴィルヌーブ松ヶ枝町（1999年（平成11年））
- カデンツァ・ザ・タワー（1992年（平成4年））
- カルム六実（1994年（平成6年））
- グランドメゾン鎌倉御成町（2000年（平成12年））
- グランパークホテル君津（1992年（平成4年））
- グローイングステージ目白弐番館（2001年（平成13年））
- ケアハウス オリーブ（2001年（平成13年））
- ケアハウス　ゆう（1999年（平成11年））
- コスモシティ住吉川公園（2000年（平成12年））
- サンロイヤルゴルフクラブ クラブハウス（1988年（昭和63年））
- ジークレフ舞子狩口台（1997年（平成9年））
- シティヒルズ町田ビューフロント（2000年（平成12年））
- ステイツ城東グランプレイス（2000年（平成12年））
- ステイツ豊中新千里南町（1999年（平成11年））
- セントラルグランテージ千里古江台（2001年（平成13年））
- ダイトーボウビル（1997年（平成9年））
- ディアエスタ・ミオ芦屋三条
- ディアエスタ・ミオ須磨高倉町 須磨区高倉町1
- テクノフロンティア伊丹（2001年（平成13年））
- ネオリンケイジ長堀橋（1991年（平成3年））
- パークスクエア城東（2002年（平成14年））
- ハイライズフラット天下茶屋（1999年（平成11年））
- ファミールハイツ泉大津セントハーバーシティ（1996年（平成8年））
- ファミール芦屋東（1995年（平成7年））
- フェスティバルゲート スパワールド（1997年（平成9年））
- プラネスーペリア甲子園一番町（2000年（平成12年））
- プラネスーペリア東生駒（生駒市）
- ブルーミングガーデン松戸南（2000年（平成12年））
- ブロッサムガーデン（2000年（平成12年））
- ユニ東梅田（1981年（昭和56年））
- ライオンズビル大手前（1992年（平成4年））
- ランズ王子公園（神戸市）
- リゾナーレビブレクラブ小淵沢・音楽の森（1992年（平成4年））
- ルネペアズシティ（2002年（平成14年））
- レジデンス梅田ローレルタワー 大阪市・超高層タワーマンション
- ローレルコート城北公園通り（1999年（平成11年））
- ローレルスクエア都島（2001年（平成13年））
- 芦屋コンチェルト（1998年（平成10年））
- 宇多津ビブレ（1994年（平成6年））
- 岡本商会東京店（2001年（平成13年））
- 介護老人保健施設 あおのやま（2001年（平成13年））
- 回鮮鮨店 増田屋（1999年（平成11年））
- 寒川町立図書館（1991年（平成3年））
- 寒川町立天王中学校体育館（1991年（平成3年））
- 宮野病院（2000年（平成12年））
- 江戸堀センタービル（1996年（平成8年））
- 香川誠陵中学校・高等学校（1995年（平成7年））
- 香川短期大学宇多津キャンパス（1989年）
- 阪急高槻城北マンション 大阪府高槻市
- 三洋他岡本集合住宅 兵庫県神戸市
- 小宮町集合住宅C敷地 （大阪府）
- 小倉タワー（2007年（平成19年）、福岡県北九州市）
- 上中条2丁目マンション 大阪府茨木市
- 神戸東灘岡本6丁目集合住宅
- 西岡本事業計画 （大阪府）
- 千里山建築倶楽部（1989年）
- 千里山住宅地計画 （大阪府）
- 大宮区桜木1丁目共同住宅新築工事
- 都島友渕町Ｂ敷地新築 （大阪府）
- 東灘スカイマンション（1999年（平成11年））
- 桃山跡地集合住宅（筆ヶ崎地区）
- 特別養護老人ホーム ケアホーム熊南（1998年（平成10年））
- 特別養護老人ホーム サンホームあまがさき（1995年（平成7年））
- 特別養護老人ホーム サンホームみかづき（1994年（平成6年））
- 特別養護老人ホーム マスカット倶楽部（2002年（平成14年））
- 特別養護老人ホーム 錦織荘（1999年（平成11年））
- 特別養護老人ホーム 銀の櫂（2000年（平成12年））
- 特別養護老人ホーム 香東園（2000年（平成12年））
- 特別養護老人ホーム 青の山荘（1995年（平成7年））
- 特別養護老人ホーム 大寿苑（1997年（平成9年））
- 特別養護老人ホーム 天河草子（2000年（平成12年））
- 灘高徳町（神戸市）
- 南芦屋浜病院（1999年（平成11年））
- 豊中三国市営住宅（1997年（平成9年））
- 北浜エクセルビル（1992年（平成4年））
- 明治の森霊園 悠久の丘（1994年（平成6年））